# Mistrovství světa v zápasu ve volném stylu 1994
Mistrovství světa v zápasu ve volném stylu 1994 se uskutečnilo v Istanbulu (Turecko). Ženské soutěže se uskutečnily v Sofii (Bulharsko).

## Výsledky

### Volný styl muži
| Kategorie | Zlato              | Stříbro             | Bronz                |
| --------- | ------------------ | ------------------- | -------------------- |
| 48 kg     | Alexis Vila        | Jung Soon-won       | Peter Yumshanov      |
| 52 kg     | Valentin Jordanov  | Namig Abdullajev    | Gholamreza Mohammadi |
| 57 kg     | Alejandro Puerto   | Mohammad Taláí      | Bagautdin Umachanov  |
| 62 kg     | Magomed Azizov     | Sergey Smal         | Giovanni Schillaci   |
| 68 kg     | Alexander Leipold  | Jesús Rodríguez     | Kenyebek Omuraliev   |
| 74 kg     | Turan Ceylan       | Victor Peicov       | Behrouz Yari         |
| 82 kg     | Lukman Džabrajilov | Sabahattin Öztürk   | Hans Gstöttner       |
| 90 kg     | Rasúl Chádem       | Macharbek Chadarcev | Melvin Douglas       |
| 100 kg    | Aravat Sabejev     | Davud Magomedov     | David Musulbes       |
| 130 kg    | Mahmut Demir       | Bruce Baumgartner   | Aleksey Medvedev     |

### Volný styl ženy
| Kategorie | Zlato               | Stříbro              | Bronz            |
| --------- | ------------------- | -------------------- | ---------------- |
| 44 kg     | Shoko Yoshimura     | Tatiana Karamchakova | Dana Durecová    |
| 47 kg     | Miho Kamibayashi    | Margaret LeGates     | Hélène Escaich   |
| 50 kg     | Miyu Yamamoto       | Anna Gomis           | Elena Egochina   |
| 53 kg     | Akemi Kawasaki      | Shannon Williams     | Sophie Pluquet   |
| 57 kg     | Line Johansen       | Zohya Dahmani        | Sara Eriksson    |
| 61 kg     | Nikola Hartmann     | Isabelle Dourthe     | Natalia Ivanova  |
| 65 kg     | Yayoi Urano         | Doris Blind          | Maria Kremskaya  |
| 70 kg     | Christine Nordhagen | Elmira Kurbanova     | Mikiko Miyazaki  |
| 75 kg     | Mitsuko Funakoshi   | Evgenia Osipenko     | Elisaveta Toleva |

## Týmové hodnocení
| Pořadí | Muži volný styl | Muži volný styl | Ženy volný styl | Ženy volný styl |
| Pořadí | Tým             | Body            | Tým             | Body            |
| ------ | --------------- | --------------- | --------------- | --------------- |
| 1      | Turecko         | 53              | Japonsko        | 82              |
| 2      | Rusko           | 53              | Rusko           | 64              |
| 3      | Kuba            | 50              | Francie         | 50              |
| 4      | Írán            | 50              | USA             | 49              |
| 5      | Německo         | 38              | Ukrajina        | 39              |
| 6      | Ukrajina        | 36              | Norsko          | 32              |
| 7      | Bělorusko       | 32              |                 |                 |
| 8      | Ázerbájdžán     | 26              |                 |                 |
| 9      | USA             | 23              |                 |                 |
| 10     | Japonsko        | 23              |                 |                 |